# Macapo
Macapo é uma cidade venezuelana, capital do município de Lima Blanco.